# María Prado
María de Lourdes Flores Prado (Chihuahua, Chihuahua, México, 20 de noviembre de 1947) conocida simplemente como María Prado, es una actriz mexicana de cine y televisión. Es una de las actrices más prolíficas de televisión, ha actuado en más de 40 telenovelas. Ha interpretado todo tipo de papeles, desde buenas pasando por madres sufridas, borrachas, sirvientas hasta villanas. Entre muchas otras, actuó en Mujer Casos de la Vida Real, Mañana es primavera, Alcanzar una estrella II, María la del barrio, Alguna vez tendremos alas, El diario de Daniela, La otra, Amarte es mi pecado, Destilando Amor, Heridas de amor y Mañana es para siempre. En cine actuó en películas como Renuncia por motivos de salud, El esperado amor desesperado y Reclusorio.

## Biografía
Nacida en Chihuahua, desde que tenía uso de razón quería ser artista. Cuando era niña destacó en el canto ya que tenía muy buena voz. A los 14 años, ya trabajando en Ciudad de México, entró a estudiar teatro.
Se casó con el también actor Francisco «Pancho» Müller, de quien enviudó en 1989 y con quien procreó a su hijo Francisco, más tarde nace su hija Drina. Tiene dos nietos.

## Filmografía

### Telenovelas
- México 1900 (1964)
- Mi secretaria (1979-1981)
- Mañana es primavera (1982-1983) como Trini
- Las travesuras de Paquita (1984)
- La traición (1984-1985) como María
- Muchachita (1985-1986) como Nicolasa
- Cuna de lobos (1986-1987) como Portera del edificio
- Tiempo de amar (1987) como Violeta
- El rincón de los prodigios (1987-1988)
- Dulce desafío (1988-1988) como Julia Pacheco
- Balada por un amor (1989-1990) como Fulgencia
- Alcanzar una estrella (1990) como Doña Teresa «Tere»
- Muchachitas (1991-1992) como Rosa Rivas
- Alcanzar una estrella II (1991) como Clara Puente
- La gaviota (1992) como Pepa
- Sueño de amor (1993) como María
- Amada (1993-1994) - Inés María
- María la del barrio (1995-1996) como Rosenda
- Bendita mentira (1996) como Ruperta
- Marisol (1996) como Doña Chancla
- Alguna vez tendremos alas (1997) como Matilda
- Rencor apasionado (1998) como Malvis Del Río
- El diario de Daniela (1998-1999) como Doña Emma
- Infierno en el paraíso (1999) como Doña Mary
- Tres mujeres (1999-2000) como Meche
- El precio de tu amor (2000) como Doña Licha
- La intrusa (2001) como Zenaida
- Salomé (2001-2002) como Nina
- La otra (2002) como Martina Rubio
- Las vías del amor (2002-2003) como Azalia Sánchez
- Amarte es mi pecado (2004) como Cholé Ocampo
- Amy, la niña de la mochila azul (2004) como Carcelera
- Sueños y caramelos (2005) como Lucha
- Heridas de amor (2006) como Tomasa Aguirre
- Destilando amor (2007) como Doña Josefina «Jose» Chávez
- Mañana es para siempre (2008-2009) como Dominga Ojeda
- Mi pecado (2009) como Rita López
- Soy tu dueña (2010) como Griselda
- Zacatillo, un lugar en tu corazón (2010) como La Bruja
- La fuerza del destino (2011) como Gloria
- Amores verdaderos (2012-2013) como Jovita
- Mentir para vivir (2013) como Elvira
- Hasta el fin del mundo (2014-2015) como Miguelina Ávila
- Un camino hacia el destino (2016) como Directora del orfanato
- Corazón que miente (2016) como Antonia
- El vuelo de la Victoria (2017) como Sra. Nájera
- Mi adorable maldición (2017) como Reclusa
- Muy padres (2017-2018) como Carmelita
- Por amar sin ley (2018-2019)
- Like la leyenda (2018) como Madre superiora
- Médicos, línea de vida (2019) como Ramona
- Un poquito tuyo (2019) como Rocío
- Lorenza (2019-2020) como Rosario «Chayo» de la Cruz Gómez[6]
- La mexicana y el güero (2020-2021) como Dulce, la enfermera[7]
- Vencer el pasado (2021) como Nieves Ochoa[8]
- Contigo sí (2021-2022) como Concepción Gutiérrez «Mamá Conchita»[9]
- Un día para vivir (2021) como Amanda (Ep. El hombre perfecto)
- Mi fortuna es amarte (2021-2022) como Juana «Juanita»[10]
- Mi camino es amarte (2022-2023) como Nélida[11]
- Fugitivas, en busca de la libertad (2024) como Señora del mercado

### Series
• El qué sabe sabe (inea) como Rita (1985)
- Mujer, casos de la vida real (1988-2006) como varios personajes
- La familia P. Luche (2002) como Azalia (Ep. La Sirvienta)
- XHDBRZ (2002) un sketch
- La jaula (2004) como Maestra de golf
- Central de abasto (2008) como La Mataviejitas
- Vecinos (2008) como Katita
- La rosa de Guadalupe (2009-presente) como varios personajes
- Adictos (2009)
- Como dice el dicho (2011-presente) como varios personajes
- María de todos los Angeles (2013) como Celadora “La pasacorriente”
- Esta historia me suena (2020) como Doña Celia (Ep. Digale)
- El Junior: El Mirrey de los Capos[12] (2023)
- Está libre (2023) como Cuidadora[13]
- El príncipe del barrio (2024)[14]

### Cine
- Un amor extraño (1975) .... Sirvienta - Filmada en 1972
- La venida del rey Olmos (1975)
- La trenza (1975) .... Consuelo
- El esperado amor desesperado (1976) .... Guille
- Renuncia por motivos de salud (1976) .... Secretaria de Gustavo
- Prisión de mujeres (1977) .... Mayora Bejarano
- Nora la rebelde (1979) .... Esposa de Melitón Cabadas
- Hilario Cortés, el rey del talón (1980)
- El Coyote y la Bronca (1980)
- 41 el hombre perfecto (1982) .... Doña Jovita
- El que no corre... vuela (1982) .... La Alacrana
- Los gemelos alborotados (1982)
- El ánima de Sayula (1982)
- Los renglones torcidos de Dios (1983)
- Hombres de tierra caliente (1983)
- Un adorable sinvergüenza (1983)
- Los hijos de Peralvillo (1983)
- Hallazgo sangriento (1985)
- Dia de madres (1986)
- Las viejas de mi compadre (1987)
- Matanza de judiciales (1987) .... Lupe
- El placer de la venganza (1988)
- Noche de buitres (1988)
- Comezón a la mexicana (1989)
- La ley de las calles (1989)
- La venganza de Don Herculano (1989)
- Al margen de la ley (1989) .... Doña Meche
- Pobres ricos (1989)
- Dando y dando (1990)
- Dios se lo pague (1990)
- El reportero (1990)
- Compadres a la mexicana (1990) .... Mamá de Luis Miguel
- Jóvenes perversos (1991)
- Las andanzas de Agapito (1991)
- Maverick... Lluvia de sangre (1991)
- La rata (1991)
- Al caer la noche (1992)
- Traficantes de niños (1992)
- Los panaderos (1992)
- Don Herculano anda suelto (1992)
- Los cargadores (1995)
- Trébol negro (1996)
- Reclusorio (1997) .... Mujer en la calle
- Me late chocolate (2013)

## Premios

### Asociación Nacional de Actores
| Año  | Categoría          | Trayectoria            | Resultado |
| ---- | ------------------ | ---------------------- | --------- |
| 2016 | Medalla Distintiva | 50 Años de Trayectoria | Ganadora  |

### Cámara Nacional de la Mujer
| Año  | Trayectoria             | Resultado |
| ---- | ----------------------- | --------- |
| 2016 | Trayectoria como actriz | Ganadora  |

### Premios Revista Q
| Año  | Trayectoria             | Resultado |
| ---- | ----------------------- | --------- |
| 2017 | Trayectoria como actriz | Ganadora  |